# Maria Angelina Dique Enoque
Maria Angelina Dique Enoque (Manica, 18 de abril de 1953) é uma professora, linguista e política moçambicana.
Desde 1994 tem sido eleita para a Assembleia da República de Moçambique pela Resistência Nacional Moçambicana (RENAMO) representando a Província de Manica. Além disso, foi membro do Parlamento Pan-Africano e do comitê parlamentar para a agricultura.

## Biografia
Maria Angelina Dique Enoque nasceu a 18 de abril de 1953, no distrito de Manica, na província homônima. Enquanto o seu pai era moçambicano, sua mãe tinha cidadania da Rodésia do Sul (actual Zimbábue).

### Carreira acadêmica
Depois de terminar o ensino primário, frequentou a escola de formação de professores no Dondo (Sofala). Começou a trabalhar como professora aos 18 anos.
Quando Moçambique conquistou a independência, em 1975, ela e o marido mudaram-se para Maputo. Lá decidiu por continuar sua formação liceal e depois ingressou na Universidade Maputo (à época ainda Instituto Superior Pedagógico), onde licenciou-se como professora de língua portuguesa.
Já formada, lecionou nas escolas primárias e tornou-se coordenadora da Escola Primária 3 de Fevereiro. A partir de 1994, trabalhou no Instituto Estatal de Planejamento Educacional (Instituto Nacional do Desenvolvimento da Educação).

### Carreira política
Com a reforma constitucional de 1989/90 e o fim da guerra civil em 1992, as primeiras eleições multipartidárias livres tiveram lugar em Moçambique em 1994. O seu irmão, um ex-guerrilheiro da RENAMO que após o final da guerra civil tornou-se general do Exército de Moçambique, inscreveu-a, sem o seu consentimento, na lista eleitoral da RENAMO da província de Manica. Ela só soube que havia sido eleita quando os resultados das eleições foram anunciados.
Desde então, exerceu o mandato parlamentar sendo continuamente reeleita em Manica em 1999, 2004, 2009 e 2014, todas as vezes na lista provincial da RENAMO. Entre 2010 e 2015 foi uma das vice-presidentes do parlamento, acumulando também a presidência do grupo parlamentar da RENAMO até 2015, quando foi sucedida por Ivone Soares. Em 2004 também foi eleita representante de Moçambique para o Parlamento Pan-Africano.

## Vida pessoal
Maria Angelina casou-se em 1972 (aos 19 anos), é viúva desde 2009 e tem quatro filhos.